# Кибартас, Андрюс
Андрюс Кибартас (лит. Andrius Kybartas; 1983) — литовский спортсмен, специализирующийся в шашках-64, серебряный призёр чемпионата мира по русским шашкам 2017 года, многократный чемпион Литвы по русским и бразильским шашкам. Вице-чемпион мира среди юниоров по русским шашкам.  Международный гроссмейстер по шашкам-64 (2003). Тренер Владас Валантинас.
Участник чемпионатов мира по русским шашкам 2003 года (7 место), 2005 года (25 место), 2006 года (8 место), 2011 года (18 место), 2013 года (16 место), 2017 (2 место), 2019 (6 место).
Участник чемпионатов Европы по русским шашкам 2012 года (15 место), 2014 года (20 место), 2016 года (5 место), 2018 года (4 место), 2021 года (5 место).